# Taltalia
Taltalia es una revista del Museo Augusto Capdeville Rojas de Taltal, que publica investigaciones sobre temas de arqueología, etnografía, antropología, historia, etnohistoria, arte, literatura y otros tópicos de interés humanista, referidos a estudios sobre el territorio costero y/ o desértico del norte de Chile.